# Mina Markovič
Mina Markovič (Maribor, 23 novembre 1987) è un'arrampicatrice slovena.
Pratica le competizioni di difficoltà, boulder e velocità, l'arrampicata in falesia e il bouldering.

## Biografia
Ha praticato fin da giovanissima diversi sport come la ginnastica, il tennis, il nuoto e la danza, per poi passare all'arrampicata. Dal 2001 ha iniziato a partecipare alla Coppa Europa giovanile e ai Campionati del mondo giovanili. Dal 2004 ha preso parte alla Coppa del mondo lead di arrampicata con risultati sempre migliori, fino alla conquista del trofeo sia nella stagione 2011 che in quella 2012. Dal 2009 partecipa anche alle prove di boulder di Coppa del mondo.
Oltre ad arrampicare studia psicologia.

## Palmarès

### Coppa del mondo
|         | 2004 | 2005 | 2006 | 2007 | 2008 | 2009 | 2010 | 2011 | 2012 | 2013 | 2014 |
| ------- | ---- | ---- | ---- | ---- | ---- | ---- | ---- | ---- | ---- | ---- | ---- |
| Lead    | 30   | 21   | 6    | 6    | 3    | 5    | 2    | 1    | 1    | 2    | 2    |
| Boulder |      |      |      |      |      | 14   | 11   | 5    | 4    | 10   | 16   |

### Campionato del mondo
|         | 2005 | 2007 | 2009 | 2011 | 2012 | 2014 |
| ------- | ---- | ---- | ---- | ---- | ---- | ---- |
| Lead    | 26   | 19   | 18   | 6    |      | 2    |
| Boulder |      |      | 4    | 12   |      | 9    |
| Speed   |      |      | 33   |      |      | 34   |

## Statistiche

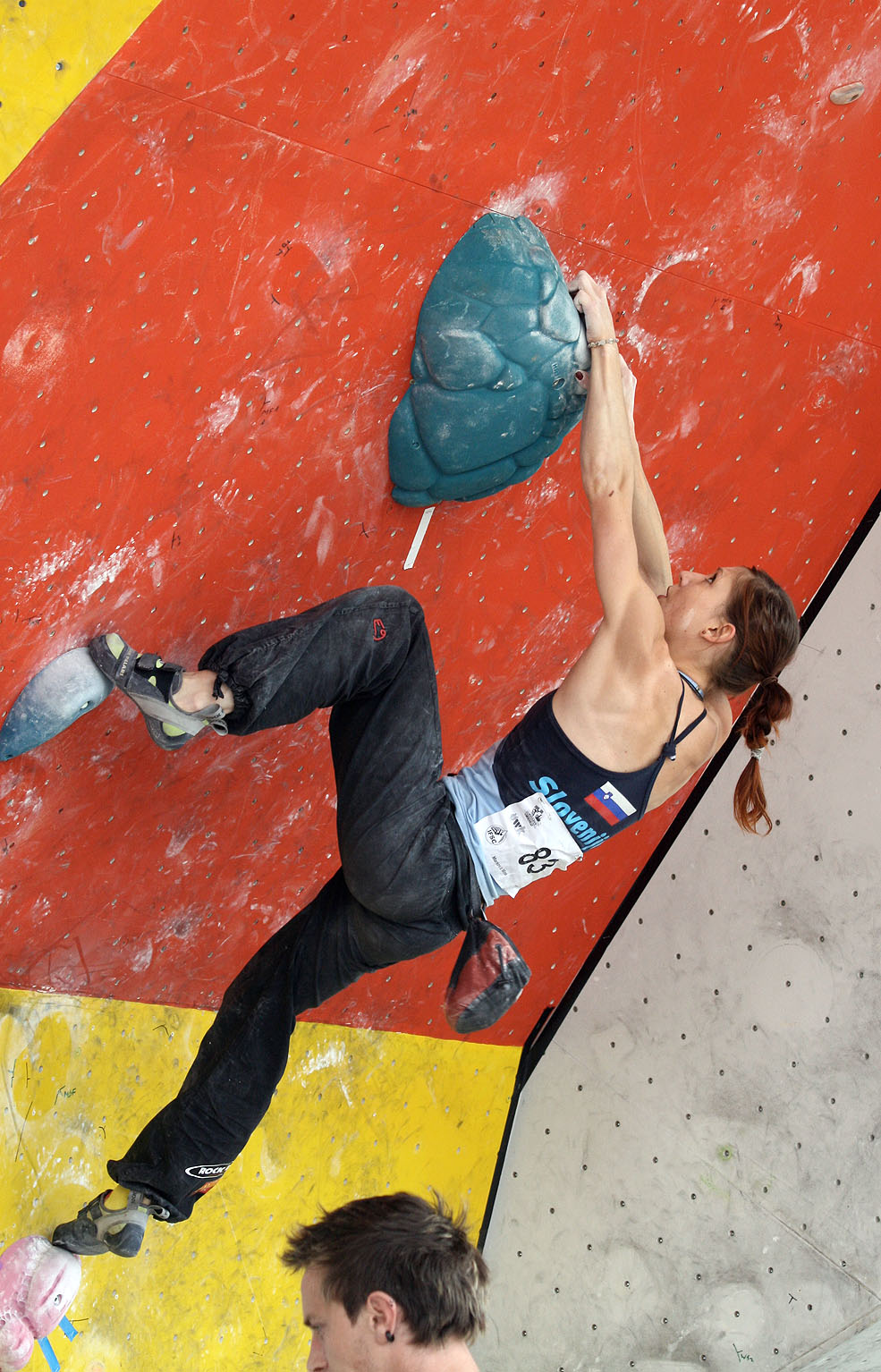
Mina a Vienna nella seconda prova di boulder della Coppa del mondo di arrampicata 2010.

### Podi in Coppa del mondo lead
| Stagione | 1º | 2º | 3º | Podi totali |
| -------- | -- | -- | -- | ----------- |
| 2006     |    | 1  | 1  | 2           |
| 2007     |    | 1  |    | 1           |
| 2008     | 1  | 1  | 1  | 3           |
| 2009     | 1  |    | 1  | 2           |
| 2010     |    | 2  |    | 2           |
| 2011     | 5  | 3  | 1  | 9           |
| 2012     | 3  | 4  |    | 7           |
| 2013     | 3  | 3  | 1  | 7           |
| 2014     | 3  | 1  | 1  | 5           |
| Totale   | 16 | 16 | 6  | 38          |

### Podi in Coppa del mondo boulder
| Stagione | 1º | 2º | 3º | Podi totali |
| -------- | -- | -- | -- | ----------- |
| 2011     | 1  |    |    | 1           |
| 2012     | 1  | 1  |    | 2           |
| Totale   | 2  | 1  |    | 3           |

## Falesia

### Lavorato
- 8c+/5.14c:
  - Mind Control - Oliana (ESP) - 12 dicembre 2014[3]

### A vista
- 8b+/5.14a:
  - Humildes pa casa - Oliana (ESP) - 11 dicembre 2014[4]

## Riconoscimenti
- La Sportiva Competition Award nel 2013[5]